# Pirabebé (barco a vapor)
O 'Pirabebé ou Piravevé (também chamado de “Peixe Voador”) foi um vapor mercante que serviu para as Forças Armadas do Paraguai durante a Guerra do Paraguai.

## Características
O navio foi adaptado para servir como navio de guerra para a Marinha Paraguaia. Pesava 150 toneladas, do tipo hélice, casco de ferro, sistema de propulsão instalada na popa, com  60hp de potência alimentada por uma caldeira a vapor em formato cúpula retangular, caldeira com chamas de retorno, único canhão.
Foi construído em estaleiros da Escócia da T.W. Seath, em Rutherglen, próximo a Glasgow, originalmente sob a denominação de Ranger. Foi adquirido em 12 de abril de 1895 e naquela época era um dos navios mais velozes da Armada Paraguaia, tendo sido cunhado entre os marinheiros paraguaios como “Peixe voador”.

## Guerra do Paraguai
O Pirabebé tornou-se notório por sua participação na histórica Batalha Naval do Riachuelo, ocorrida em 11 de junho de 1865 , em Corrientes, na Argentina. Na ocasião, era comandado pelo tenente da Marinha Toribio Pereyra. Após a fracassada tentativa de assalto a esquadra brasileira, o vapor paraguaio junto de outros fugiu dos navios brasileiros, ingressando no Rio Manduvirá e depois pelo Rio Yaghuy, onde ficou estacionado. Posteriormente, próximo ao fim da guerra, foi afundado de modo para que não caísse em poder da Marinha Brasileira.

## Navio Museu
Quase um século depois, o seu casco e sua caldeira foram recuperados por especialistas e fixado no Parque Nacional Vapor Cué, em Caraguatay, Cordillera, no Paraguai (há 100km da capital Assunção).